# Matebeng Community
Matebeng Community är en gemenskap i Lesotho.   Den ligger i distriktet Qacha's Nek, i den östra delen av landet, 150 km öster om huvudstaden Maseru.